# Caldwell (Kansas)
Caldwell è un comune degli Stati Uniti d'America, situato nello Stato del Kansas, nella contea di Sumner.